# Квит, Сергей Миронович
Серге́й Миро́нович Квит (укр. Сергій Миронович Квіт; род. 26 ноября 1965, Ужгород) — украинский литературовед, журналист, педагог и общественный деятель, президент НУ «Киево-Могилянская академия» (2007—2014). Министр образования и науки Украины в правительствах Арсения Яценюка с 27 февраля 2014 по 14 апреля 2016 года, народный депутат Верховной рады Украины VIII созыва от Блока Петра Порошенко. Почетный доктор Закарпатской академии искусств (2017).
Был известен своей оппозицией реформам министра образования Украины Дмитрия Табачника (т. н. «АнтиТабачная кампания» укр. АнтиТабачна кампанія).
Занял 184 место в рейтинге журнала «Фокус» «200 самых влиятельных украинцев 2010 года», 191 место 2011 году, 190 место в этом же рейтинге 2012 года и 194 — в 2013 году.
Сфера деятельности — массовые коммуникации, философская герменевтика.

## Биография
Сергей Квит родился 26 ноября 1965 года в Ужгороде. В 1982 году окончил среднюю школу № 17 во Львове. В 1983—1985 годах проходил службу в 29-й отдельной спортивной роте Прикарпатского военного округа Вооруженных сил СССР. Мастер спорта Украины по фехтованию.

## Образование
- 1985 — Подготовительное отделение факультета журналистики Киевского государственного университета им. Т. Г. Шевченко
- 1991 — Институт журналистики Киевского национального университета имени Тараса Шевченко
- 1997 — Кандидатская диссертация в Институте журналистики Киевского национального университета имени Тараса Шевченко
- 2000 — Докторская диссертация по филологии на тему «Дмитрий Донцов и „Литературно-научный Вестник“ („Вестник“) на фоне развития украинской литературы и журналистики 20-х—30-х годов. Идеологические, эстетические и принципы».
- 2001 — Доктор философии (PhD, Украинский свободный университет, Мюнхен, Германия)
- 2004 — Киево-Могилянская бизнес-школа, модуль «Стратегия в условиях турбулентности»
- 2005 — Киево-Могилянская бизнес-школа, модуль «Мастерство управления человеческими ресурсами»
- 2011 — Киево-Могилянская бизнес-школа, модуль «Решение проблем в командах по методологии Адизеса»
- 2016 — British Council, Academic Teaching Excellence, course for university teachers
- 2017 — Center for Advancement of Faculty Excellence at MacEwan University, 32nd Annual Great Teachers Seminar in the Canadian Rockies, professional development program for university teachers

## Профессиональная деятельность
- 1991—1992 — Журнал «Слово и время», редактор отдела
- 1993—2003 — Журнал «Украинские проблемы», главный редактор
- 1996—2001 — Институт журналистики Киевского национального университета имени Тараса Шевченко, доцент
- 2000—2001 — управление прессы и книгоиздания Государственного комитета информационной политики, телевидения и радиовещания Украины
- 2001—2005 — Могилянская школа журналистики, директор
- 2002—2007 — Национальный университет «Киево-Могилянская академия», декан факультета социальных наук и социальных технологий, профессор
- 2007—2014 — президент Национального университета «Киево-Могилянская академия»; был выбран на 16 сессии Академической конференции НаУКМА (высшего коллегиального органа самоуправления университета) тайным голосованием 219 голосами (57,9 %) из 378 участников[1]
- 27 ноября — 2 декабря 2014 года — Народный депутат Украины VIII созыва[2]
- 27 февраля 2014 — 14 апреля 2016 года — Министр образования и науки Украины
- 15 февраля 2019 года — назначен на должность главы Национального агентства по обеспечению качества высшего образования. Соответствующее распоряжение было подписано экс-премьер-министром Владимиром Гройсманом.[3]

## Общественно-политическая деятельность
- 1990 — настоящее время — член-основатель Ассоциации «Новая литература»
- 2002—2009 — президент Центра медиареформ
- 2006—2010 — председатель Консорциума по университетской автономии
- 2012 — настоящее время — член Наблюдательного совета Независимой ассоциации телерадиовещателей
- Участник праворадикальной украинской националистической организации «Тризуб» и друг её лидера — Дмитрия Яроша[4].
- В августе 2011 года было опубликовано так называемое «письмо десятерых» — письмо украинской интеллигенции в поддержку политики Президента Украины Виктора Януковича. Одним из десяти подписантов был Сергей Квит[5][6].
- В июле 2015 года обратился к академичному обществу Украины с призывом развивать украинскую Википедию[7][8].

### Позиция против Табачника
В мае 2011 года вместе с Вячеслав Брюховецким, Владимиром Моренцом, Владимиром Панченко и Андреем Мелешевич издал книгу «Время „дешёвого клоуна“ — Украинское образование: испытание горе-реформами».
26 августа 2011 года Сергей Квит обратился с судебным иском к Министерству образования и науки, молодёжи и спорта Украины по поводу несправедливого распределения мест государственного заказа на 2011/2012 учебный год. Суд проиграл. На 2012/2013 учебный год бюджетные места Киево-Могилянской академии были доведены.
3 января 2013 года Сергей Квит обратился в суд с новым иском против Министерства образования и науки, молодёжи и спорта Украины по поводу попыток Министерства запретить «перекрёстное вступление» на магистерские программы НаУКМА. Суд проиграл. Требования Министерства образования были расценены в Киево-Могилянской академии как посягательство на университетскую автономию и продолжение политики, направленной на деградацию украинского образования.

## Награды
- Орден «За заслуги» ІІІ степени (1 декабря 2015 года) — за значительный личный вклад в государственное строительство, социально-экономическое, научно-техническое, культурно-образовательное развитие Украинского государства, весомые трудовые достижения, многолетний добросовестный труд[13].

## Критика
В феврале 2012 года Сергей Квит, посетив выставку «Украинское тело», заявил: «Это не выставка, а дерьмо» и инициировал закрытие выставки в помещении Центра визуальной культуры (ЦВК) при университете. Закрытие выставки и ЦВК вызвало протесты со стороны студентов и обвинения С. Квита в «цензуре» и «административном давлении». В марте 2012 года Учёный совет Киево-Могилянской академии закрыл ЦВК за «сознательное нанесение вреда репутации НаУКМА, подмену академических критериев деятельности идеологически политическими, нетерпимость к иным мнениям и взглядам, публичную дискредитацию своих коллег, систематическое введение в заблуждение администрации НаУКМА».
Тогда же закрыл ЦВК в связи с анонсированной лекцией немецкого историка Гжегожа Россолинского-Либе (пол. Grzegorz Rosoliński-Liebe) «Степан Бандера: жизнь украинского революционного ультранационалиста и память о нём, 1909—2009» из цикла проекта «нациогенерирующие процессы в Украине в XX веке». Эта лекция также была отменена в других вузах Львова, Киева и Днепропетровска. Это дало повод организаторам: Фонду Генриха Бёлля и Немецкой службе академических обменов (DAAD) — обвинить украинскую сторону в «ограничении академических свобод» и «самоцензуре». Центр польских и европейских студий НаУКМА выступил с публичным ответом на заявление Фонда Бёлля.
Министр образования и науки Украины Сергей Квит не указал в декларации за 2014 год земельный участок 0,0629 га в Ужгороде (Закарпатская области), который был на него оформлен в 2014 году как наследство его отца, который умер в 2013 году. Данный участок предназначен для строительства и обслуживания жилого дома, хозяйственных сооружений и размещения приусадебного участка. Кроме того, в Реестре прав собственности на недвижимое имущество нет данных о квартире площадью 50 м², которая была задекларирована министром как имущество, находящееся в его собственности или пользовании.
В октябре 2021 года, Верховный суд Украины признал незаконным решение Конкурсной комиссии по отбору членов Национального агентства по обеспечению качества высшего образования (НАОКВО) от 05.12.2018 г. и отменил его. Также противоправным было признано распоряжение Кабинета министров об утверждении состава НАОКВО, которое тоже отменено. В уже недействующий и незаконно назначенный состав НАОКВО, в частности, входили глава Агентства Сергей Квит, его заместители Андрей Бутенко, Елена Еременко, Иван Назаров, Наталья Стукало и др.

## Публикации
- - Kvit, Serhiy (2021). Towards the Freedom-Seeking Mission of the Ukrainian University // Comparative Education Research Centre at the University of Hong Kong:https://cerc.edu.hku.hk/universities-and-intellectuals/1-1/towards-the-freedom-seeking-mission-of-the-ukrainian-university/
  - Kvit, Serhiy (2020). Higher Education in Ukraine in the Time of Independence: Between Brownian Motion and Revolutionary Reform // Kyiv-Mohyla Humanities Journal, 7: http://kmhj.ukma.edu.ua/article/view/219666
  - Сергій Квіт (2020). Якість вищої освіти має конкретних адресатів // Дзеркало тижня. — 3 вересня: https://zn.ua/ukr/EDUCATION/zabezpechennja-jakosti-vishchoji-osviti-maje-konkretnikh-adresativ.html
  - Kvit, Serhiy (2020). Implementing Ukrainian Law in Higher Education: Successes and Challenges // The Research Initiative on Democratic Reforms in Ukraine. — Canadian Institute of Ukrainian Studies (compiled by Olenka Bilash), University of Alberta. — P. 3-16: https://kvit.ukma.edu.ua/wp-content/uploads/2020/07/The-Research-Initiative-on-Democratic-Reforms-in-Ukraine1.pdf
  - Kvit, Serhiy (2020). What is the Capitulation Resistance Movement and why does it matter? // Kyiv Post, May, 8: https://www.kyivpost.com/article/opinion/op-ed/serhiy-kvit-what-is-the-capitulation-resistance-movement-and-why-does-it-matter.html
  - Serhiy (2020). Ukraine has never given up and never will // Kyiv Post, February, 1: https://www.kyivpost.com/article/opinion/op-ed/serhiy-kvit-ukraine-has-never-given-up-and-never-will.html
  - Kvit, Serhiy (2019). A perspective on ‘fake news’ // Kyiv Post, October, 26: https://www.kyivpost.com/article/opinion/op-ed/serhiy-kvit-a-perspective-on-fake-news.html
  - Сергій Квіт (2019). Міністерство має посилювати свою роль як розумного модератора // The Ukrainians. — 29 жовтня: https://theukrainians.org/sergiy-kvit/
  - Сергій Квіт (2019). Нова система акредитації. Що чекає на українські університети? // Дзеркало тижня. — № 30, 17 серпня: https://dt.ua/EDUCATION/nova-sistema-akreditaciyi-320848_.html
  - Kvit, Serhiy (2019). Ukraine in the struggle for independence in the age of post-truth // Kyiv Post, June 13: https://www.kyivpost.com/article/opinion/op-ed/serhiy-kvit-ukraine-in-the-struggle-for-independence-in-the-age-of-post-truth.html?cn-reloaded=1
  - Сергій Квіт (2019). Голова Національного агентства із забезпечення якості вищої освіти Сергій Квіт: про завдання НАЗЯВО, боротьбу із плагіатом і фінансову автономію для університетів // Opinion. Так думає Україна, 20 березня: https://opinionua.com/2019/03/20/golova-nacionalnogo-agentstva-iz-zabezpechennya-yakosti-vishho%D1%97-osviti-sergij-kvit-pro-zavdannya-nazyavo-borotbu-iz-plagiatom-i-finansovu-avtonomiyu-dlya-universitetiv/
  - Kvit, Serhiy (2018). Mass Communications. — Kyiv, PH «Kyiv-Mohyla Academy». — 350 p.: http://kvit.ukma.edu.ua/wp-content/uploads/2019/02/Mass-Communications-2018.pdf
  - Kvit, Serhiy (2018). A roadmap to higher education reform via autonomy // University World News. — 16 March, Issue No:497
  - The reform of Ukrainian universities — main goals and objectives // Kyiv Post, April 7, 2017: https://www.kyivpost.com/article/opinion/op-ed/serhiy-kvit-reform-ukrainian-universities-main-goals-objectives.html
  - Battlefront of Civilizations: Education in Ukraine. — Kyiv, PH «Kyiv-Mohyla Academy», 2015. — 208 p.: http://kvit.ukma.edu.ua/wp-content/uploads/2017/03/The-Battlerfront-of-civilizations-education-in-Ukraine.pdf
  - Truth: Philosophy in Transit // Kyiv-Mohyla Humanities Journal, 2014, # 1: http://kvit.ukma.kiev.ua/wp-content/uploads/2014/08/Truth-Philosophy-in-Transit.pdf
  - Дмитро Донцов. Ідеологічний портрет. — Галицька Видавнича спілка (видання друге, виправлене і доповнене), Львів, 2013.
  - Герменевтика стилю. — Видавничий дім «Києво-Могилянська академія», Київ, 2011: http://ekmair.ukma.edu.ua/bitstream/handle/123456789/1086/Kvit_Hermeneutics%20of%20Style.pdf?sequence=1&isAllowed=y
  - Час «дешевого клоуна». Українська освіта: випробування горе-реформами / [упоряд. В. Панченко] ; Національний університет "Києво-Могилянська академія". — Київ : [Аграр медіа груп], 2011. — 99 с.
  - The Hermeneutics of Style. — Kyiv-Mohyla Journal. Philosophy, 2011.: http://kvit.ukma.kiev.ua/wp-content/uploads/2011/12/33-100-2-PB.pdf
  - Augustine’s Hermeneutical Universalism // Kyiv-Mohyla Journal, 2010. — V. 1 : Philosophy. — P. 1—4.(англ.
  - Mass Communications of an Independent Ukraine in the Context of Normative Theories and as an Evidence of Modernization Theory // Working Papers of the Institute for Broadcasting Economics at the University of Cologne. — 2010. — Вип. № 273.: https://web.archive.org/web/20150501125419/http://www.rundfunk-institut.uni-koeln.de/institut/publikationen/arbeitspapiere/ap273.php
  - Networked Communities: Strategies for Digital Collaboration // International Journal of Business Data Communications and Networking (USA). — 2009. — Вип. № 5(4). — С. P. 70-73.: http://kvit.ukma.kiev.ua/2011/04/networked-communities-strategies-for-digital-collaboration/ 
  - Предисловие к роману-эссе Е.Пашковского «Вседенный жезл» // Сибирские огни. — 2009. — Вип. № 10. (рос.)
  - Квіт С. М. Масові комунікації: підручник для студентів вищих навчальних закладів. — К.: Видавничий дім «Києво-Могилянська академія», 2008. — 206 с.
  - Філософська герменевтика і соціальні науки з погляду однієї дискусії // Той, хто відродив Могилянку: зб. до 60-ліття В'ячеслава Брюховецького. — К. : [Києво-Могилянська академія], 2007. — С. 468—474.